# Anatema (album)
Anatema (zapis stylizowany: ANATEMA) – siódmy album studyjny polskiego rapera Gedza. Wydawnictwo ukazało się 25 stycznia 2024 za pośrednictwem wytwórni muzycznej NNJL w dystrybucji Universal Music Polska.
Album jest utrzymany w stylu muzyki hip-hop. Składa się z wersji standardowej (1 CD).
Płyta dotarła do 2. miejsca polskiej listy sprzedaży – OLiS.

## Lista utworów
Opracowano na podstawie materiału źródłowego. 
| Anatema – Wersja standardowa | Anatema – Wersja standardowa                  | Anatema – Wersja standardowa |
| Nr                           | Tytuł utworu                                  | Długość                      |
| ---------------------------- | --------------------------------------------- | ---------------------------- |
| 1.                           | „Introsapiens”                                | 1:58                         |
| 2.                           | „Alles klar” (oraz PJ Cake)                   | 3:22                         |
| 3.                           | „Mizantrop” (oraz DJ Taek, 808Bros)           | 3:35                         |
| 4.                           | „Slow mo”                                     | 3:09                         |
| 5.                           | „Miernik szczęścia (skit)”                    | 0:42                         |
| 6.                           | „Błękitna krew” (oraz Sher7ock)               | 3:29                         |
| 7.                           | „A8 Freestyle” (oraz Gara Nadirov, PJ Cake)   | 3:16                         |
| 8.                           | „Głupie pomysły” (oraz Quebonafide, @atutowy) | 3:14                         |
| 9.                           | „Port teleportacyjny (skit)”                  | 0:42                         |
| 10.                          | „Know how”                                    | 3:14                         |
| 11.                          | „Undo”                                        | 3:20                         |
| 12.                          | „Nonsens” (oraz 808Bros)                      | 3:04                         |
| 13.                          | „Nie wiem” (oraz PJ Cake)                     | 3:16                         |
| 14.                          | „Roger moore” (oraz PJ Cake)                  | 3:18                         |
| 15.                          | „Abonament”                                   | 3:24                         |
| 16.                          | „Amon”                                        | 2:08                         |
|                              |                                               | 45:11                        |

## Pozycja na liście sprzedaży

### Pozycja na liście tygodniowej
| Kraj   | Lista (2024)             | Najwyższa pozycja |
| ------ | ------------------------ | ----------------- |
| Polska | OLiS – albumy            | 2                 |
| Polska | OLiS – albumy fizycznie  | 1                 |
| Polska | OLiS – albumy w streamie | 13                |